# Jacques Proulx (syndicaliste)
 (décembre 2017).
Si vous disposez d'ouvrages ou d'articles de référence ou si vous connaissez des sites web de qualité traitant du thème abordé ici, merci de compléter l'article en donnant les références utiles à sa vérifiabilité et en les liant à la section « Notes et références ».
Pour les articles homonymes, voir Proulx et Jacques Proulx.
Jacques Proulx est un agriculteur et syndicaliste québécois né en 1939 à Saint-Camille. 
Il a été président du Syndicat des producteurs agricoles de l'Estrie (1976-1981) et président de l'Union des producteurs agricoles (1981-1993). En 1991, à la suite des États généraux du monde rural, il assume la présidence de l'organisme Solidarité rurale du Québec jusqu'en mars 2008. 

## Distinctions
- 1995 - Chevalier de l'Ordre national du Québec
- 1990 - Commandeur de l'Mérite agricole du Québec